# 东代恰-瓦尔瓦德
东代恰-瓦尔瓦德（Dondaicha-Warwade），是印度马哈拉施特拉邦杜利亞縣的一个城镇。总人口42393（2001年）。

## 人口
该地2001年总人口42393人，其中男性22072人，女性20321人；0—6岁人口5923人，其中男3121人，女2802人；识字率71.21%，其中男性为76.94%，女性为64.97%。